# Phenylharnstoffe

Phenylgruppe

N-Methylharnstoff

Die Phenylharnstoffe sind eine Klasse von selektiv wirksamen Herbiziden. Die Wirkstoffaufnahme erfolgt überwiegend über die Wurzeln und die Wirkung basiert auf der Hemmung des Photosystem II. Die Selektivität rührt von physikalisch-chemischen Faktoren her.
Die gemeinsame Gruppe der Phenylharnstoffe (C8H7-9N2O) besteht aus einer Phenyl- und einer Methylharnstoffgruppe.
| Name          | Monuron                             | Monolinuron                         | Metobromuron                        | Diuron                              | Linuron                             | Isoproturon (IPU)                   | Chlortoluron                        | Chloroxuron                         | Buturon                             | Fenuron                             | Metoxuron                           | Fluometuron                         |
| Grundstruktur | Markush-Formel der Phenylharnstoffe | Markush-Formel der Phenylharnstoffe | Markush-Formel der Phenylharnstoffe | Markush-Formel der Phenylharnstoffe | Markush-Formel der Phenylharnstoffe | Markush-Formel der Phenylharnstoffe | Markush-Formel der Phenylharnstoffe | Markush-Formel der Phenylharnstoffe | Markush-Formel der Phenylharnstoffe | Markush-Formel der Phenylharnstoffe | Markush-Formel der Phenylharnstoffe | Markush-Formel der Phenylharnstoffe |
| R1            | –Cl                                 | –Cl                                 | –Br                                 | –Cl                                 | –Cl                                 | –CH(CH3)2                           | –CH3                                | Strukturformel                      | –Cl                                 | –H                                  | –OCH3                               | –H                                  |
| R2            | –H                                  | –H                                  | –H                                  | –Cl                                 | –Cl                                 | –H                                  | –Cl                                 | –H                                  | –H                                  | –H                                  | –Cl                                 | –CF3                                |
| R3            | –CH3                                | –OCH3                               | –OCH3                               | –CH3                                | –OCH3                               | –CH3                                | –CH3                                | –CH3                                | –CH(CH3)C≡CH                        | –CH3                                | –CH3                                | –CH3                                |
| CAS-Nummer    | 150-68-5                            | 1746-81-2                           | 3060-89-7                           | 330-54-1                            | 330-55-2                            | 34123-59-6                          | 15545-48-9                          | 1982-47-4                           | 3766-60-7                           | 101-42-8                            | 19937-59-8                          | 2164-17-2                           |
| PubChem       | 8800                                | 15629                               | 18290                               | 3120                                | 9502                                | 36679                               | 27375                               | 16115                               | 19587                               | 7560                                | 29863                               | 16562                               |